# Rezerwat przyrody Modrzewie (województwo świętokrzyskie)
Rezerwat przyrody Modrzewie – leśny rezerwat przyrody na terenie Obszaru Chronionego Krajobrazu Doliny Kamiennej w gminie Bałtów, w powiecie ostrowieckim, w województwie świętokrzyskim, na północ od zabudowań wsi Bałtów.
- Powierzchnia: 4,68 ha[1] (akt powołujący podawał 5,06 ha)
- Rok utworzenia: 1971
- Dokument powołujący: Zarządz. MLiPD z 13.10 1971; M.P. z 1971 r. nr 53, poz. 346
- Numer ewidencyjny WKP: 037
- Charakter rezerwatu: częściowy
- Przedmiot ochrony: fragment zespołu leśnego o charakterze pierwotnym z udziałem modrzewia polskiego

Rezerwat obejmuje wydzielenia 346 h, 347 b w leśnictwie Narożniki (obręb Bałtów, Nadleśnictwo Ostrowiec Świętokrzyski). Występuje tu naturalny las dębowo-lipowy mający charakter grądu wysokiego z udziałem modrzewia polskiego (Larix polonica). Wśród roślin naczyniowych występują gatunki obce dla flory Polski (daglezja zielona, grochodrzew) oraz rodzime (jesion wyniosły, jawor, świerk, olsza czarna, grusza, wiąz, czeremcha).